# 冲担屿
28°08′28″N 121°19′28″E / 28.14112°N 121.32432°E
冲担屿，是位于中华人民共和国浙江省台州市玉环市的一处半岛，曾是一个岛屿，后连接内陆。

## 特点
冲担是当地方言中的扁担，因形状命名。又称冲担峙，形状为东北西南走向。当地民间传说是李铁拐在此修建的大洞精岛、小洞精岛与冲担屿。1955年，当地中国人民解放军驻军建造冲担屿灯柱（砖砌白色方形，编号2692），1987年改建。2010年代，玉环市修建漩门三期，冲担屿与内陆连接。